# Франц Рай
Франц Рай (нім. Franz Ray) — німецький льотчик-ас, лейтенант Імперської армії.

## Біографія
Учасник Першої світової війни. З 1 жовтня до 17 грудня 1916 року літав у 1-й винищувальній ескадрильї, потім, після місячного навчання в 1-му училищі винищувальної авіації, 15 січня 1917 року направлений у 28-му винищувальну ескадрилью. До вересня 1917 року Рай не міг відкрити свій бойовий рахунок, але вже до кінця листопада здобув 9 повітряних перемог. 15 грудня 1917 року прийняв під командування 49-ту винищувальну ескадрилью і залишався на цій посаді до кінця війни.
Всього за час бойових дій здобув 17 перемог.